# Catocala pulverulenta
Catocala pulverulenta là một loài bướm đêm trong họ Erebidae.